# Hydrophone (Lorient)
Pour les articles homonymes, voir Hydrophone.
Hydrophone est une salle de concert française située à Lorient dans le département du Morbihan en région Bretagne.

## Historique
L'association Musiques d'Aujourd'hui au Pays de Lorient (MAPL), créée le 7 octobre 1993, regroupe des musiciens professionnels et amateurs attachés au développement des musiques actuelles dans l'agglomération de Lorient. En 1996, elle installe des studios de répétition et d'enregistrement de musique sous les halles de Merville à Lorient. Une trentaine de concerts par an sont organisés au Manège, au centre-ville. Dans les années 2000, MAPL se sent « à l'étroit » dans ces deux locaux et commence à chercher un nouveau lieu à Lorient.
C'est finalement le blockhaus K2 de l'ancienne base de sous-marins, vestige de la Seconde Guerre mondiale situé face à l'espace Découverte du sous-marin Flore, qui est choisi et validé par le conseil communautaire. Les nefs no 5 et 6 de ce bunker de 20 000 m2 sont libres et disponibles. « Notre ville a été occupée et détruite, en grande partie à cause de cette construction colossale de la Kriegsmarine. Notre objectif est de s'approprier autrement les lieux », a expliqué Norbert Métairie, le maire de Lorient et président de l'agglomération. Le quartier de la base sous-marine, renommé « Lorient-La Base », est déjà partiellement redynamisé par l'installation en 2008 de la Cité de la voile Éric Tabarly.
Le projet de construction d'Hydrophone est lancé en octobre 2017, avec un budget global de 4,3 millions d'euros. Le lieu ouvre ses portes en mars 2019. Hydrophone est labélisé scène de musiques actuelles par le ministère de la Culture.
À l'été 2023, Le lieu montre des signes de fragilités financières, avec un déficit structurel de 200 000 € et est contraint d'annuler une partie de sa programmation de fin d'année. La direction de l'association MAPL est renouvelée en février 2024 afin de relancer le lieu,.

## Organisation
Hydrophone comprend :

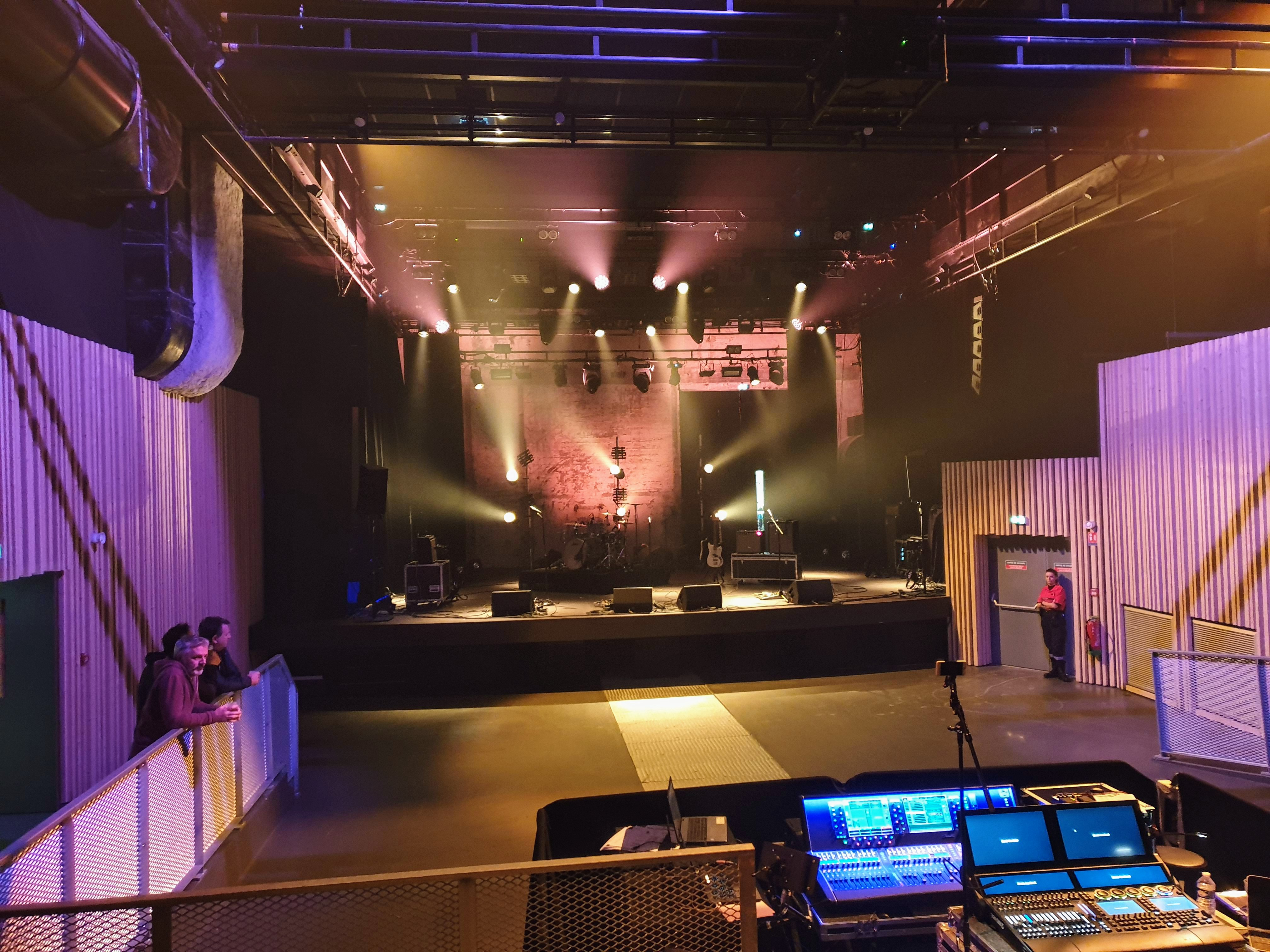
La grande salle de concert Hydrophone, à Lorient.

- Une salle de concerts de 500 places, la « Grande salle » ;
- Une salle de concerts de 200 places, le « Club » ;
- cinq studios de répétitions et d'enregistrement, dont un grand studio de 70 m2 ;
- une salle de musique assistée par ordinateur (MAO) ;
- des bureaux.

Les lieux sont aménagés en deux pôles : les salles de concert côté nord et les studios et bureaux côté sud, chaque pôle disposant d'une entrée dédiée.

## Programmation
La première année de son existence, Hydrophone accueille des groupes de rock français comme Last Train, Frustration ou Dewaere, le groupe de renommée internationale Archive, des artistes pop comme Jonathan Bree de The Brunettes (en), de la chanson française avec Miossec, mais aussi de la techno, des musiques caribéennes (Calypso Rose, Delgrès) ou réunionnaise (Lindigo).